# Селена
Селе́на, Ме́на (грец. Σελήνη — сяйво, блиск; Mene) — у давньогрецькій міфології — богиня Місяця, дочка Гіперіона й Тейї, сестра Геліоса та Еос. Відома також під ім'ям Мена.
Поети називали Селену блискучим оком ночі (Піндар, Есхіл), зображували привабливою жінкою, яка тримає смолоскип у руках і веде за собою зірки (Сапфо). Селену вшановували жертвами у дні повного місяця; їй було присвячене весняне рівнодення, коли богиня після тривалої мандрівки, умившись в Океані, надягала осяйні шати й запрягала до своєї колісниці блискучих коней (Гомер, Гімн, 32). На небі коханим Селени був сам Зевс, від якого вона народила Пандію, шановану в Афінах під час весняного рівнодення. В Аркадії богиня приятелювала з Паном. Найвідоміший міф про нещасливе кохання Селени до прекрасного пастуха (варіант: мисливця) Ендіміона, який забажав вічної юності та безсмертя, хай навіть у непробудному сні. Селена щоночі наближається до печери карійської гори Латм, де спочиває юнак, і милується його вродою. В Еліді вважали це кохання Селени щасливим, і вона нібито мала від Ендіміона 50 дітей (50 місяців олімпійського циклу). В Афінах Селену шанували як матір поета і провісника Мусея. У пізніші часи її ототожнювано з Артемідою (варіанти: з Гекатою, Персефоною).
У римській міфології із Селеною ототожнювалась богиня Луна.